# Patrice Rio
Patrice Rio (* 15. srpna 1948) je bývalý francouzský fotbalový obránce, který v 70. letech 20. století odehrál celkem 17 reprezentačních zápasů za francouzskou fotbalovou reprezentaci. V letech 1970–1984 hrál za FC Nantes a byl členem francouzského týmu, který se zúčastnil Mistrovství světa ve fotbale 1978. Jeho otec Roger byl také francouzský fotbalový reprezentant.

## Tituly
- Francouzská liga v letech 1973, 1977, 1980 a 1983 s FC Nantes
- Coupe de France v roce 1979 s FC Nantes